# Розподіл Вейбулла
Помилка Lua у Модуль:Navbar у рядку 61: Неприпустима назва {{subst:PAGENAME}}.
Розподіл Вейбулла (англ. Weibull distribution) — неперервний розподіл ймовірностей. Названий на честь Валодді Вейбулла (англ. Waloddi Weibull), котрий навів детальне описання розподілу в 1951 році, хоча першим його відкрив Фреше (1927) а застосував Розін та Рамлєр в 1933 для опису розподілу розміру гранул. Функція щільності розподілу Вейбулла x має вигляд::
{\displaystyle f(x;\lambda ,k)={\begin{cases}{\frac {k}{\lambda }}\left({\frac {x}{\lambda }}\right)^{k-1}e^{-(x/\lambda )^{k}}&x\geqslant 0\\0&x<0\end{cases}}}
де {\displaystyle k>0} визначає форму графіку, а {\displaystyle \lambda >0} шкалу розподілу.

## Визначення
Нехай розподіл випадкової величини {\displaystyle X} задається щільністю {\displaystyle f_{X}(x)}, що має вид:
{\displaystyle f_{X}(x)=\left\{{\begin{matrix}{\frac {k}{\lambda }}\left({\frac {x}{\lambda }}\right)^{k-1}e^{-\left({\frac {x}{\lambda }}\right)^{k}},&x\geqslant 0\\0,&x<0\end{matrix}}\right..}
Тоді говорять, що {\displaystyle X} має розподіл Вейбула. Пишуть: {\displaystyle X\sim \mathrm {W} (k,\lambda )}.

## Моменти
Моменти випадкової величини {\displaystyle X}, що має розподіл Вейбулла мають вид
{\displaystyle \mathbb {E} \left[X^{n}\right]=\lambda ^{n}\Gamma \left(1+{\frac {n}{k}}\right)},
звідки
{\displaystyle \mathbb {E} [X]=\lambda \Gamma \left(1+{\frac {1}{k}}\right)},
{\displaystyle \mathrm {D} [X]=\lambda ^{2}\left[\Gamma \left(1+{\frac {2}{k}}\right)-\Gamma ^{2}\left(1+{\frac {1}{k}}\right)\right]}.

## Зв'язок з іншими розподілами
- Експоненційний розподіл є частковим випадком розподілу Вейбулла:

{\displaystyle \mathrm {Exp} (\lambda )\equiv \mathrm {W} \left(1,{\frac {1}{\lambda }}\right)}.
- Метод зворотного перетворення: якщо {\displaystyle U\sim \mathrm {U} (0,1)}, те

{\displaystyle \lambda \left(-\ln U\right)^{1/k}\sim \mathrm {W} (k,\lambda )}.